# Clatonia
Le village américain de Clatonia est situé dans le comté de Gage, dans l’État du Nebraska. Sa population s’élevait à 231 habitants lors du recensement de 2010.

## Source
- (en) Cet article est partiellement ou en totalité issu de l’article de Wikipédia en anglais intitulé « Clatonia, Nebraska » (voir la liste des auteurs).